# دومه استویای
دومه استویای (سیریلیک صربی: Димитрије Стојаковић؛ ۵ ژانویهٔ ۱۸۸۳ – ۲۲ اوت ۱۹۴۶) سیاستمدار، دیپلمات، و پرسنل نظامی اهل مجارستان بود.

## زندگی‌نامه
دومه استویای در ۵ ژانویه ۱۸۸۳ میلادی به دنیا آمد. استویای به عنوان سفیر مجارستان در آلمان نازی در سال ۱۹۳۶ و ۱۹۴۴، خدمت کرد. در ۱۹ مارس ۱۹۴۴، هورتی او را به‌عنوان نخست‌وزیر و وزیر امور خارجه در دولت همکاری گر مجارستان منصوب کرد. او بین مارس تا اوت ۱۹۴۴، نخست‌وزیر مجارستان بود. بنابراین مستقیما مسئول تبعید گسترده نزدیک به نیم میلیون یهودی مجارستانی به آشویتس-بیرکناو در این ماه‌ها بود. او در سال ۱۹۴۶، به اعدام محکوم شد و اعدام‌ شد.